# Betriebsführungsvertrag
Ein Betriebsführungsvertrag liegt vor, wenn eine Gesellschaft („Eigentümergesellschaft“) ein anderes Unternehmen („Betriebsführer“) beauftragt, ihr (eigenes) Unternehmen für ihre Rechnung zu führen.
Nach herrschender Meinung handelt es sich bei einem Betriebsführungsvertrag in analoger Anwendung von § 292 Abs. 1 Nr. 3 AktG ebenfalls um einen Unternehmensvertrag. Eine direkte Anwendung scheidet aus, da die in § 292 Abs. 1 Nr. 3 AktG genannten Verträge Überlassungsverträge sind, wohingegen der Betriebsführungsvertrag je nach Ausgestaltung ein Auftragsverhältnis (§§ 662 ff. BGB) oder einen Dienstvertrag mit Geschäftsbesorgungscharakter (§§ 611, 675 BGB) darstellt. Dennoch gebietet ein effektiver Aktionärsschutz eine analoge Anwendung, denn durch den Betriebsführungsvertrag werden Vorstandskompetenzen auf Dritte übertragen. Dies stellt einen schwerwiegenden Eingriff in die Organisationsverfassung der Gesellschaft dar, welcher ebenfalls die Anwendung der §§ 293 ff. AktG bedarf.

## Ausgestaltung
Der Regelfall ist das Handeln in fremden Namen (sog. echte Betriebsführungsverträge, „Managementverträge“). Hierbei kaufen sich Gesellschaften, die selbst nicht über ausreichende Kapazitäten verfügen, Managementleistungen ein. Jedoch ist auch eine Betriebsführung im eigenen Namen möglich (sog. unechte Betriebsführungsverträge). Zum Ausgleich für die Verpflichtung des Betriebsführers im Außenverhältnis erhält dieser dafür im Innenverhältnis gegenüber der Eigentümergesellschaft einen Anspruch auf Freistellung von den eingegangenen Verbindlichkeiten und auf Ersatz seiner Aufwendungen (§§ 675 Abs. 1, 611, 667 BGB).
Die Betriebsführung kann entgeltlich (Geschäftsbesorgung) oder unentgeltlich (Auftrag) erfolgen. Der Eigentümergesellschaft steht grundsätzlich ein Weisungsrecht gegenüber dem Betriebsführer zu (§ 665 BGB). Auf der Gegenseite kann der Betriebsführer das Vertragsverhältnis gemäß § 627 BGB oder aus wichtigem Grund (§ 314 BGB) kündigen.

## Unterscheidung zu anderen Unternehmensverträgen
Abzugrenzen ist der Betriebsführungsvertrag von anderen Unternehmensverträgen, vor allem dem Geschäftsführungsvertrag (§ 291 Abs. 1 S. 2 AktG) und dem Beherrschungsvertrag (§ 291 Abs. 1 S. 1 AktG). Der Betriebsführer führt das (für ihn fremde) Unternehmen eines anderen für dessen Rechnung, wohingegen beim Geschäftsführungsvertrag das eigene Unternehmen im eigenen Namen aber für fremde Rechnung geführt wird. Beim Betriebsführungsvertrag muss die eigenverantwortliche Leitung der Gesellschaft durch den Vorstand (§ 76 AktG) gewährleistet sein, während beim Beherrschungsvertrag die Leitung der Gesellschaft vollständig einem anderen Unternehmen unterstellt wird.
Mithin darf dem Betriebsführer nur die laufende Geschäftsführung übertragen werden, während dem Vorstand der Eigentümergesellschaft die grundsätzlichen Entscheidungen der Unternehmenspolitik verbleiben. Das heißt, dass insbesondere das Weisungsrecht der Eigentümergesellschaft nicht völlig ausgeschlossen werden darf, damit der Vertrag nicht den strengeren Voraussetzungen für Beherrschungsverträge unterfällt.